# Aftonfalk
Aftonfalk (Falco vespertinus) är en liten insektsätande falk som häckar i Östeuropa och Asien, och övervintrar i Afrika söder om Sahara. Populationen minskar på grund av habitatförlust och IUCN kategoriserar arten som sårbar.

## Utseende
Aftonfalken är 28–34 cm lång med ett vingspann på omkring 65–76 cm. Den väger cirka 110–190 gram. Den adulta hanen är sotigt grå med faluröda benfjädrar ("byxor") och undergump. Adult hona har rostgul och svagt streckad undersida och blågrå tvärvattrad ovansida. Juveniler har beige undersida med bruna streck och bruntonad grå ovansida. Vaxhud och fötter är mättat orange, nästan rödaktiga hos den adulta hanen och gula hos juvenilen och honan.

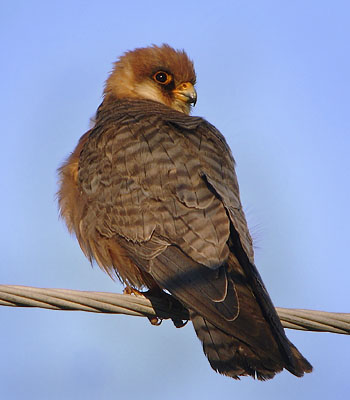
Adult hona.
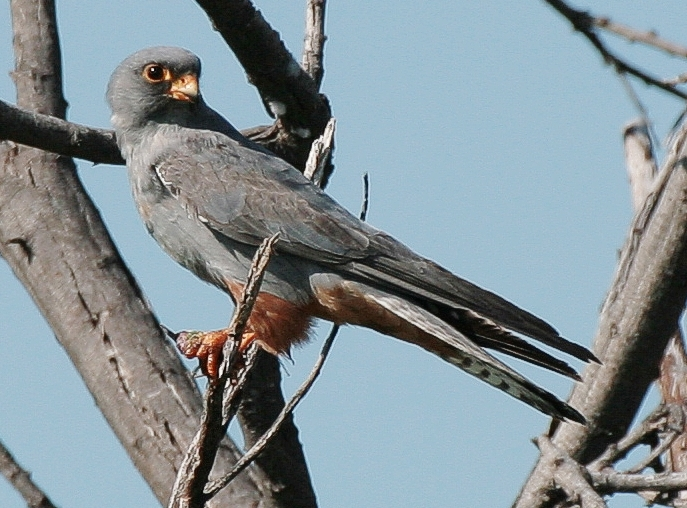
Adult hane.

## Läte
På häck- och sovplatserna är aftonfalken en ljudlig fågel med tjattrande "kekekeke...", snabbare och ljusare hos hanen än honan. Hanens flyktläte liknar lärkfalkens, ett jämrande "kjy kjy kjy kjy...".

## Systematik och utbredning
Aftonfalken tillhör släktet Falco. Artens närmaste släkting är amurfalken som tidigare behandlades som en underart till aftonfalk. Tillsammans utgör de en grupp vars släktskap med övriga falkar är något oklar.
Aftonfalken är en flyttfågel som häckar i södra Östeuropa och Asien. Den övervintrar i södra Afrika, söder om Sahara. Det huvudsakliga häckningsområde sträcker sig från Vitryssland och söderut till Ungern, norra Serbien och Montenegro, Rumänien, Moldavien och östra Bulgarien, österut genom Ukraina och nordvästra och södra Ryssland och norra Kazakstan till allra nordvästligaste Kina och övre Lena. Övervintringskvarteren sträcker sig från Sydafrika och norrut till södra Kenya.
Den observeras regelbundet i Västeuropa under flytten. I Centraleuropa rastar regelbundet 1 000–3 500 individer under varje flytt. I augusti 2004 observerades en individ för första gången i Nordamerika, på ön Martha's Vineyard i Massachusetts, USA.

### Förekomst i Sverige
Aftonfalk påträffas regelbundet i Sverige.

## Ekologi
Aftonfalken föredrar öppen mark, till exempel stäpp och ängsmark. I vinterkvarter föredrar den torrare områden. Den är en flockfågel, både under häckningstid, under flytten och i vinterkvarter. Den häckar i kolonier mycket sällan i enstaka par. De bygger inte något bo utan nyttjar andras bon, exempelvis övergivna bon av kolonihäckande kråkfåglar. Honan lägger tre till fem ägg som ruvas av båda föräldrarna. Ruvningstiden är cirka fyra veckor. Den jagar gärna i flock, men flockarna är inte särskilt stora. På häckningsplats består flockarna enbart av aftonfalk men i vinterkvarter förekommer blandade flockar med amurfalk. Dess huvudsakliga föda är större insekter, både krypande och flygande, till exempel gräshoppor, skalbaggar, trollsländor och svärmare, men den kan även fånga ödlor och små gnagare.

## Status och hot
Aftonfalken har ett stort utbredningsområde med en världspopulation uppskattad till mellan 287 500 och 400 000 vuxna individer. nen uppskattas bestå av 300 000–800 000 individer. I delar av sitt utbredningsområde minskar populationen kraftigt, främst på grund av habitatförstöring. Sedan 2021 är därför aftonfalken upptagen på internationella naturvårdsunionen IUCN:s röda lista över utrotningshotade arter, där kategoriserad som sårbar (VU)

## Namn
Aftonfalken har historiskt kallats rödbent falk och rödfotad falk.